# Hermann von Littrow
Hermann von Littrow (* 22. Oktober 1858 in Verona; † 24. September 1931 in Wien) war ein österreichischer Ingenieur.

## Leben
Littrow war der Enkel des Astronomen Joseph Johann von Littrow.
Nach Erreichen der Matura (Abitur) begann Littrow an der Technischen Hochschule Wien Maschinenbau zu studieren. Nach einem erfolgreichen Abschluss dieses Studiums bekam er eine Anstellung bei der Floridsdorfer Lokomotivfabrik.
Nach einigen Jahren wechselte Littrow in den Staatsdienst, den k.k. Staatsbahnen, wo er unter anderem das ab 1885 gültige, nur aus Ziffern bestehende Nummernschema der Lokomotiven der kkStB entwickelte. In den Jahren 1885 bis 1887 war er in Salzburg beschäftigt und wurde anschließend in die Direktion nach Wien befördert.
1893 war er als Ingenieur gemeinsam mit Karl Gölsdorf im Bureau 3/a (Constructions-Bureau) der Unterabtheilung für Zugförderung und Werkstättendienst und die Bodensee-Schiffahrt in der K. k. General-Direction der österreichischen Staatsbahnen angestellt. 1894 übernahm Littrow die Leitung der Abteilung Zugförderungs- und Werkstättendienst in Villach. Zwischen 1900 und 1902 betraute man Littrow mit der Leitung der Wiener Straßenbahnen.
Noch im selben Jahr kam Littrow in die Direktion der Staatsbahnen in Linz, wo er bis 1905 beschäftigt war. Danach wechselte er bis 1910 in gleicher Position nach Triest. 1911 wurde er zum Direktor des Werkstättendepartements des Eisenbahnministeriums in Wien befördert.
Zusammen mit seinem Kollegen G. Zeh erfand Littrow die Schüttrichterfeuerung, welche – zumindest auf Nebenstrecken – Personaleinsparungen ermöglichte.
Seit seiner Zeit bei der Floridsdorfer Lokomotivfabrik veröffentlichte Littrow immer wieder Beiträge zur Eisenbahngeschichte in verschiedenen Fachzeitschriften. Im Alter von nahezu 73 Jahren starb Hermann von Littrow am 24. September 1931 in Wien.

## Schriften
- Artikel in Victor von Röll (Hrsg.): Enzyklopädie des Eisenbahnwesens. 2. Auflage in 10 Bänden. Urban & Schwarzenberg, Berlin / Wien 1912–1923.
  - Feuerlose Lokomotiven. In:  Band 5. 1914, S. 67–69.
  - Gleislose Bahnen. In:  Band 5. 1914, S. 338–340.